# 巴东站
巴东站原名巴东北站，位于中华人民共和国湖北省恩施土家族苗族自治州巴东县溪丘湾乡葛藤坪村，是郑渝高速铁路恩施州段的唯一高铁站，2022年6月20日投入使用。
2022年4月1日，巴东北站正式更名为巴东站，既有沪汉蓉快速客运通道宜万铁路巴东站更名为野三关站。